# Fabiano Horta
Fabiano Taques Horta (Niterói, 25 de agosto de 1974) é um veterinário, empresário e político brasileiro, filiado ao Partido dos Trabalhadores. Foi vereador, deputado federal e prefeito de Maricá por dois mandatos.

## Biografia
Formado em veterinária pela Universidade Federal Fluminense, começou sua militância política ainda adolescente pelo Partido dos Trabalhadores. Atuou por diversos anos como membro da executiva municipal e atualmente é presidente do partido em Maricá. Horta possui negócios no setor de comércio de medicamentos veterinários.
Foi eleito vereador de Maricá em 2008 e 2012, atuando ainda como Presidente da Câmara Municipal de Maricá. Aliado ao prefeito Quaquá, ambos implantaram diversas políticas impactantes no município, dando destaque para a implantação da Empresa Pública de Transporte (conhecidos como "os vermelhinhos de Maricá"), visando implantar o passe-livre nos ônibus da cidade a longo prazo. Ainda atuou na criação de uma "moeda social" conhecida como Mumbuca, para ajudar no combate à extrema pobreza no município. 
Em 2014, concorre às eleições para deputado federal e se elege com 37.989 votos. Atuou como titular da Comissão de Desenvolvimento Urbano , e propôs 9 PLs (Projetos de Lei) durante seu período na Câmara, tendo sido chamado pelo prefeito do Rio de Janeiro, Eduardo Paes, para assumir a Secretaria de Desenvolvimento e Economia Solidária em outubro de 2015. Retornou ao seu cargo em 4 de maio de 2016, após a retirada do apoio do PT ao governo do PMDB na cidade.

### Candidato à Prefeitura de Maricá em 2016
Fabiano foi apresentado como candidato à sucessão de Washington Quaquá nas eleições municipais da cidade durante convenção do partido em julho, que contou com a presença da deputada estadual Zeidan (PT) e o candidato a vice-prefeito, o professor Marcos Ribeiro (ex-vice prefeito e Secretário de Educação de Maricá). Liderou as pesquisas durante a maior parte da campanha, com a alta taxa de aprovação do atual prefeito, ficando à frente de seus concorrentes Marcelo Delaroli (DEM), Carolino Santos (PDT), Bia (PSOL) e Paulo Feijó (REDE) na primeira pesquisa. Antes da oficialização da candidatura, ainda recebeu o apoio do candidato Paulo Feijó, da REDE Sustentabilidade, que desistiu do pleito.
Seu oponente mais próximo era Delaroli (DEM), cuja candidatura foi indeferida pelo Tribunal Regional Eleitoral do Rio de Janeiro (TRE-RJ) por suposta prática de abuso econômico durante a campanha e sua coligação. O recurso foi apresentado pela coligação "Experiência para construir a Maricá que queremos" formada pelo PDT e pelo PPS e foi votado no dia 22 de setembro, a poucos dias do primeiro turno das eleições. A chapa do candidato recorreu ao TSE, tendo poucos dias para uma decisão e depois de um longo silêncio da mídia e do Tribunal, no dia anterior à votação foi publicado pelo Jornal O São Gonçalo que o TSE não iria totalizar os votos de Delaroli, considerando-os assim, nulos.  Sendo assim, a chapa de Horta, composta pelo PT e mais doze partidos venceu amplamente a eleição, com 39.128 votos (96,12%), contra 940 (2,31%) de Carolino Santos do PDT e 641 (1,47%) de Bia do PSOL. Delaroli teve 33.380 votos considerados nulos. O PT elegeu 3 vereadores para a Câmara Municipal.